# Leucanopsis liparoides
Leucanopsis liparoides är en fjärilsart som beskrevs av Rothschild 1909. Leucanopsis liparoides ingår i släktet Leucanopsis och familjen björnspinnare. Inga underarter finns listade i Catalogue of Life.